# Rose Lavelle
Rosemary Kathleen Lavelle (Cincinnati, 14 de maio de 1995) é uma futebolista estadunidense que atua como meio-campista. Atualmente joga pelo OL Reign.

## Carreira
Lavelle representou os Estados Unidos em vários níveis juvenis antes de fazer sua estreia internacional sênior em 2017. Depois de terminar sua carreira universitária com os Wisconsin Badgers em 2016, Lavelle começou sua carreira profissional no Boston Breakers antes de se transferir para Washington Spirit um ano depois. Ela começou como titular em seis jogos pelos Estados Unidos na Copa do Mundo de 2019, marcando três gols, e recebeu a Bola de Bronze. No mesmo ano, ela foi eleita a sexta melhor jogadora do mundo no The Best FIFA Football Awards 2019 e foi nomeada para o FIFA FIFPro World XI 2019. Nos Jogos Olímpicos de Verão de 2020, ela marcou um gol pelos Estados Unidos a caminho da medalha de bronze.

## Títulos
Manchester City
- FA Women's Cup: 2019–20

Estados Unidos
- Campeonato Feminino: 2018
- Torneio das Nações: 2018
- Copa do Mundo: 2019
- SheBelieves Cup: 2020, 2021
- Jogos Olímpicos: 2024 (ouro) e 2020 (bronze)